# Oligodon saintgironsi
Espèce
Statut de conservation UICN

 DD  : Données insuffisantes
Oligodon saintgironsi est une espèce de serpent de la famille des Colubridae.

## Répartition
Cette espèce se rencontre :
- au Cambodge ;
- dans le sud du Viêt Nam, dans la province de Đồng Nai.

## Étymologie
Son nom d'espèce, saintgironsi, lui a été donné en l'honneur de Hubert Saint Girons (1926–2000), histologiste et herpétologiste français du CNRS et du Muséum national d'histoire naturelle, spécialiste des Viperidae européens qui a également conduit des recherches au Cambodge.

## Publication originale
- David, Vogel & Pauwels, 2008 : A new species of the genus Oligodon Fitzinger, 1826 (Squamata: Colubridae) from southern Vietnam and Cambodia. Zootaxa, n. 1939, p. 19–37 (introduction).